# Scottish Replicars & Classics
Scottish Replicars & Classics war ein britisches Unternehmen im Bereich Automobile und ehemaliger Automobilhersteller.

## Unternehmensgeschichte
Das Unternehmen aus Schottland war ein Restaurierungsbetrieb. 1984 begann die Produktion von Automobilen und Kits.  Der Markenname lautete Scottish Replicars & Classics. Andere Quellen verwenden den Namen Scott Replicars & Classics bzw. die Kurzform SRC. 1984 oder 1985 endete die Produktion. Insgesamt entstanden etwa acht Exemplare.

## Fahrzeuge
Das Unternehmen stellte Nachbildungen klassischer Automobile her.
Die MG TD Replica ähnelte einem MG TD und fand 1984 nur einen Käufer.
Der Turbo aus dem gleichen Baujahr als Nachbildung des Porsche 911 war vom Covin Turbo von Covin inspiriert. Von diesem Modell entstanden zwei Exemplare.
Der MG TF ähnelte dem MG TF. Dieses Modell fand von 1984 bis 1985 zwei Käufer.
Der Speedster war mit drei Exemplaren zwischen 1984 und 1985 das erfolgreichste Modell. Es war die Nachbildung eines Porsche 356 als Speedster.
Andere Quellen bestätigen MG TF und Speedster.